# Афакія
Афакія (від а… — заперечний префікс і φαϰός — сочевиця) — відсутність кришталика ока.

## Етіологія
Результат оперативного втручання (наприклад, видалення катаракти), важкої травми, пошкодження кришталика ока при пораненні очного яблука. У рідкісних випадках — вроджена аномалія розвитку.

## Корекція
В результаті афакії різко порушується заломлююча сила (рефракція) ока, знижується гострота зору і втрачається здатність акомодації.
Можлива і хірургічна корекція (але з великим ризиком) — введення всередину ока прозорої опуклої лінзи з пластмаси, що замінює оптичний ефект кришталика.